# 竹富町立波照間小中学校
竹富町立波照間小中学校（たけとみちょうりつ はてるましょうちゅうがっこう）は、沖縄県八重山郡竹富町にある小中併置校。条例上、竹富町立波照間小学校、竹富町立波照間中学校で構成される。

## 概要
日本最南端に位置する学校である。現地、波照間島の海で水泳教室をすることがある。
令和4年度（2022年）は、創立128年目である。また、同学校内で、9匹の山羊が飼育されている。

## 教育理念
同学校では、教育理念として「日本国憲法、教育基本法等の教育関係法令、学習指導要領及び県教育振興基本計画、県教育委員会施策及び本町の教育推進計画や学校教育の努力点等を踏まえ、知・徳・体の調和のとれた児童・生徒の育成と生涯学習の基盤をつくるため、一人一人の子どもを尊重し、家庭・地域社会との連携を重視しながら、確かな学力の向上、豊かな心の育成、健やかな体の育成に取り組み、変化の激しい社会の中にあっても、それぞれの生活地において自己の能力を最大限に発揮し、強くたくましくじりつ（自立・自律）できるウタマ（児童・生徒）の育成をめざす。」としている。

## 部活動
同学校の部活動は、以下の通りである。
- ミニバスケット部（小学校）
- バドミントン部（中学校）

## 児童生徒数
同学校の児童生徒数（令和4年度）は、53人である。